# Krogulec japoński
Krogulec japoński (Tachyspiza gularis) – gatunek średniej wielkości ptaka drapieżnego z rodziny jastrzębiowatych (Accipitridae).
Podgatunki i zasięg występowania
Wyróżnia się trzy podgatunki T. gularis:
- T. gularis sibiricus, występujący w Mongolii, wschodnich Chinach, na Tajwanie, zimujący od Andamanów i Nikobarów po południowe Chiny i zachodnią Indonezję,
- T. gularis gularis, występujący we wschodniej Rosji, północnych Chinach, na Sachalinie, południowych Kurylach i Japonii, zimujący w Chinach, na Filipinach, Wielkich Wyspach Sundajskich, północnym Celebesie oraz Timorze,
- T. gularis iwasakii, występujący w południowej części archipelagu Riukiu (Iriomote, Ishigaki).

Morfologia
Grzbiet ma barwę szaro-brązową, szyja – białą z nikłym pasem pośrodku. Klatka piersiowa jest jasnoruda z niewyraźnymi białymi liniami, brzuch biały z ciemnymi pasami, oczy żółte lub czerwone. Osobniki tego gatunku osiągają długość ok. 25–30 cm.
Ekologia i zachowanie
Krogulce japońskie żyją w otwartych lasach, miejskich parkach lub obszarach rolniczych ze skupiskami drzew, do wysokości ok. 2000 m n.p.m. Żywią się głównie mniejszymi ptakami. Polują podczas lotu.
Status
Międzynarodowa Unia Ochrony Przyrody (IUCN) uznaje krogulca japońskiego za gatunek najmniejszej troski (LC – least concern) nieprzerwanie od 1988 roku. Trend liczebności populacji uznaje się za stabilny.